# Naissance en 1450
Naissance
- 1446
- 1447
- 1448
- 1449
- 1450
- 1451
- 1452
- 1453
- 1454

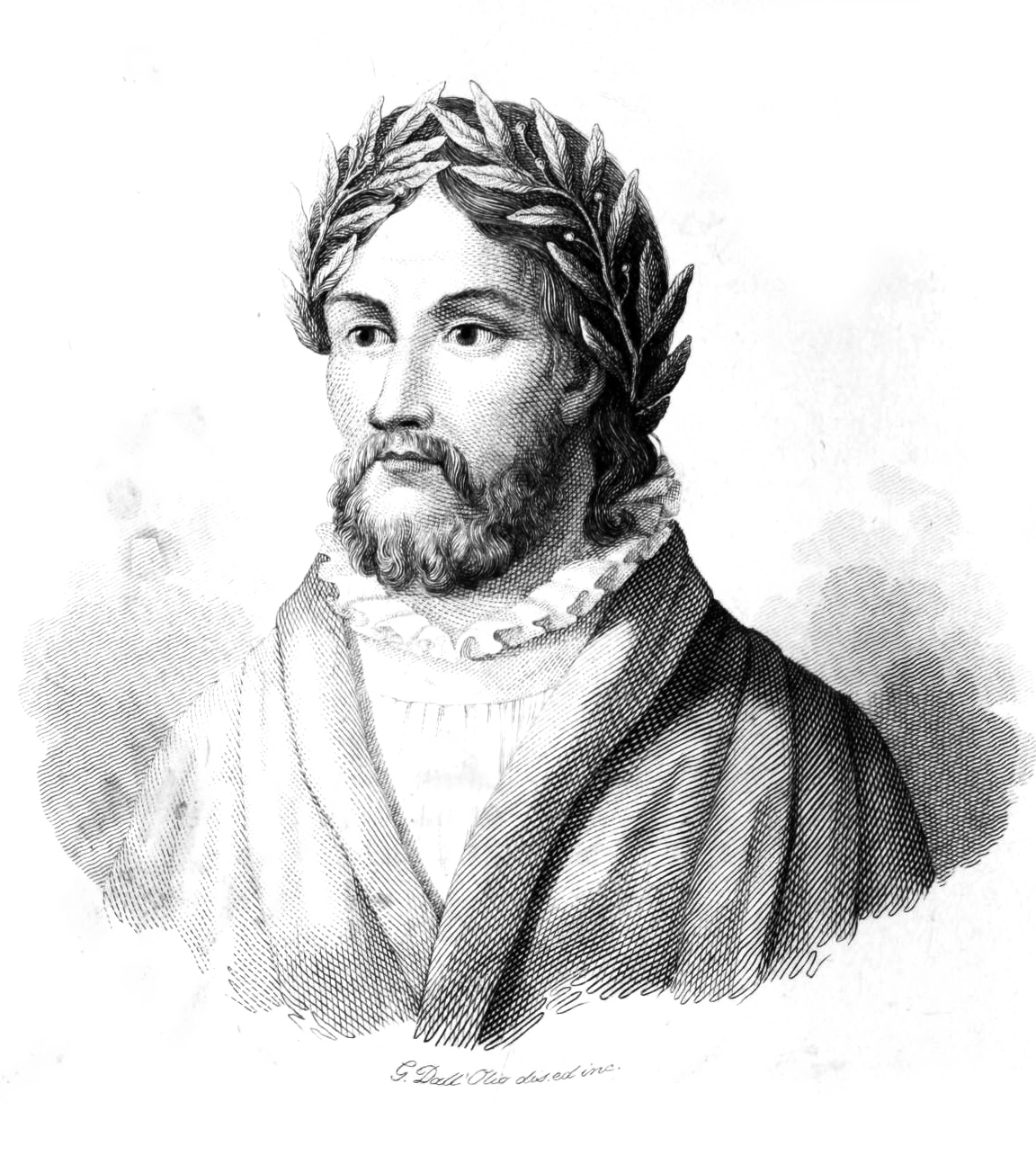
Fauste Andrelin, né en 1450.

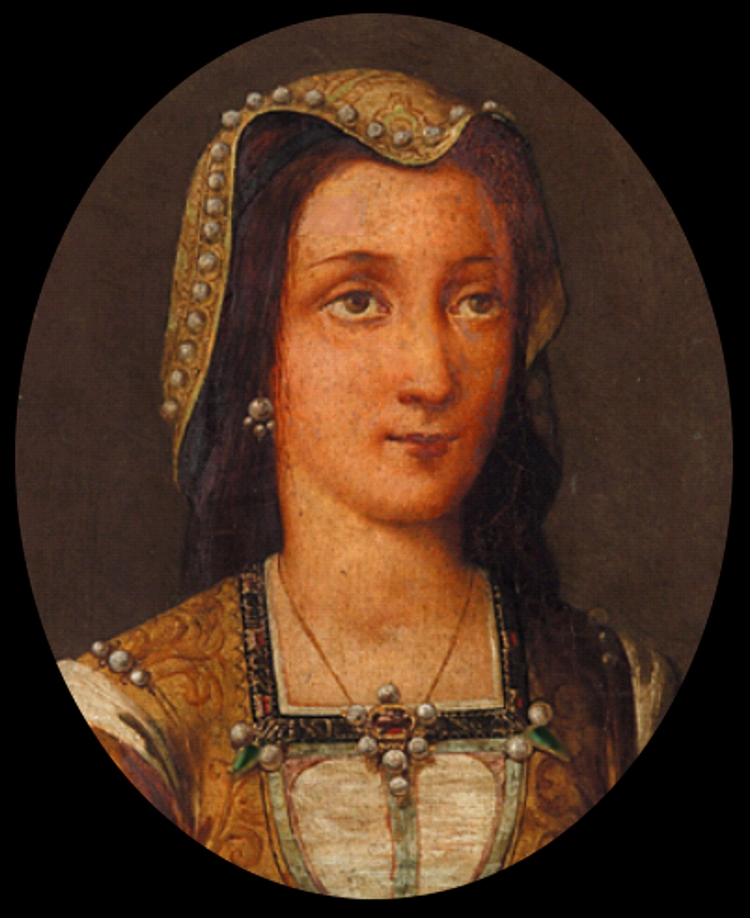
Claudine de Brosse, née en 1450.

Cette page dresse une liste de personnalités nées au cours de l'année 1450 :
- 12 février : Yejong, 8e roi de Joseon.
- 22 juin : Éléonore de Naples, duchesse de Ferrare, épouse de Hercule Ier d'Este.
- 25 ou 27 juillet : Jacques Wimpfeling, humaniste, poète, pédagogue et historiographe alsacien.
- 18 août : Marko Marulić, écrivain, considéré comme le père de la littérature croate.
- 25 septembre : Ursula de Brandebourg (en), duchesse de Münsterberg-Oels, épouse de Henri Ier de Poděbrady.
- 11 octobre : Bartolomeo Cincani, peintre et graveur italien († 11 octobre 1523).
- 12 novembre : Jacques de Savoie, comte de Romont et seigneur de Vaud, issu de la maison de Savoie.

- Date précise inconnue :
- Andrea Alpago, médecin et arabisant italien.
- Bernard André (en), religieux et poète.
- Fauste Andrelin, poète latin moderne de la Renaissance.
- Balthasar Behem, notable lettré polonais.
- John Blyth, évêque de Salisbury.
- Bartolomeo Bonascia, architecte et un peintre italien de la Renaissance italienne.
- Johann Burchard, prélat allemand.
- Bernardino Butinone, peintre italien de la haute Renaissance.
- William Catesby, un des principaux conseillers du roi Richard III d'Angleterre.
- Jean Clérée (en), maître de l'ordre des Prêcheurs.
- Cornelia Cnoop (en), peintre hollandais.
- Guidoccio Cozzarelli, peintre et un enlumineur italien de l'école siennoise.
- Alasdair Crotach MacLeod (en), considéré comme le huitième chef du clan MacLeod.
- Przemko III d'Opava, duc titulaire d'Opava et chanoine de l'archidiocèse de Wrocław, de l'archidiocèse d'Olomouc et de l'archidiocèse de Vienne et également prévôt de la paroisse Saint-Othmar de Mödling.
- Francesco dai Libri, peintre italien et enlumineur de manuscrits de la haute Renaissance.
- Louis de Bourbon-Roussillon, fils illégitime de Charles Ier de Bourbon, il est à l'origine de la branche illégitime de Bourbon-Roussillon.
- Claudine de Brosse, noble de la maison de Penthièvre, rattachée par son mariage à la maison de Savoie.
- Colijn de Coter, peintre primitif flamand.
- Matteo de Fedeli (en), peintre italien.
- Jean de Foix, vicomte de Narbonne et comte d'Étampes.
- Hermann de Hesse, archevêque de Cologne puis prince-évêque de Paderborn.
- Jean de Hornes, prince-évêque de Liège.
- Antoine de Luxembourg, comte de Brienne, de Ligny (-en-Barrois) et de Roussy.
- Henrique de Meneses (en), 4e comte (en) de Viana do Alentejo.
- Juan López de Palacios Rubios, juriste espagnol.
- Marie de Valois, fille naturelle du roi de France Louis XI et de Marguerite de Sassenage.
- Bernardino Fernández de Velasco (en), premier duc de Frías.
- Antonio di Salvi, orfèvre de la Renaissance florentine.
- Diogo (en), fils de Ferdinand de Portugal.
- Tsokye Dorje, régent de l'Ü de la dynastie Rinpungpa.
- Youri Drohobytch, astronome, astrologue, médecin et philosophe ukrainien établi en Italie.
- Pierre Fabri, métricien, rhétoricien et poète français.
- Giovanni Battista Ferrari, cardinal italien.
- Thomas FitzAlan (en), 12e comte d'Arundel.
- Francesco Francia, peintre et graveur italien de la famille d'artistes italiens des Francia.
- Stanisław Kęsgaila, magnat de Pologne-Lituanie.
- Matteo Lappoli (en), peintre italien.
- Osvát Laskai (en), moine hongrois.
- Péma Lingpa, quatrième des cinq rois des Tertöns.
- Roberto Malatesta, condottiere italien.
- Michel Marion, commerçant et armateur breton.
- Guido Mazzoni, sculpteur, peintre et enlumineur italien.
- Piotr Myszkowski, castellan d'Oświęcim, Wieluń, Rozprzan, Sącz, staroste de Lviv, hetman de la Couronne, voïvode de Łęczyca.
- Tashi Namgyal, 2e Taï sitou rinpoché.
- Andrija Paltašić (en), imprimeur vénitien.
- Faustino Perisauli, écrivain et poète humaniste italien.
- Philip (en), comte de Nassau-Idstein.
- Pothana (en), poète indien.
- Bernardino Ricca (en), peintre italien.
- Cornelius Roelans (en), médecin flamand.
- Jean VI Rolin, évêque d'Autun.
- Bernardo di Stefano Rosselli, peintre italien († 1526).
- Dominique Spadafora, prêtre sicilien.
- Georges Supersaxo, personnalité importante de l'histoire valaisanne.
- Petrus Thaborita (en), moine frison.
- Francesc Vicent, joueur d’échecs valencien, puis espagnol.
- Katarzyna Weigel, catholique polonaise qui s'est convertie au judaïsme.
- Bernard Wapowski, historien et cartographe polonais.

- Date incertaine (vers 1450) :
- Girolamo Balbi, humaniste italien de la Renaissance.
- Behzad, grand maître de la miniature persane.
- Jérôme Bosch, peintre des Pays-Bas bourguignons († août 1516).
- Robert Briçonnet, archevêque de Reims, garde des sceaux puis chancelier de France.
- Jean Cabot, navigateur et explorateur vénitien au service de l’Angleterre.
- Zhou Chen, peintre chinois.
- Gérard David, peintre, dessinateur et probablement miniaturiste flamand († 13 août 1523).
- Louis d'Opole, duc d'Opole-Brzeg-Strzelce-Niemodlin.
- Valdemar VI d'Anhalt-Köthen, prince allemand de la maison d'Ascanie souverain de la principauté d'Anhalt-Köthen.
- Giovanni da Vigo, médecin et chirurgien italien.
- Silvestro dell'Aquila, architecte et sculpteur italien.
- Pêro de Ataíde (en), navigateur portugais.
- Philippe de Bourgogne-Beveren, comte de La Roche, seigneur de Beveren et de la Veere, était un amiral flamand.
- Marguerite de Brandebourg, princesse de la maison de Hohenzollern issue de l'Électorat de Brandebourg et par mariage une duchesse de Poméranie.
- Pero Vaz de Caminha, écrivain portugais.
- Philip De Carteret (en) 8e seigneur de St Ouen (en).
- Juan de Quevedo (en), prêtre espagnol.
- Casimir II de Zator, duc de Zator.
- Antonio del Massaro, peintre italien.
- Giovanni di Pietro, peintre de la Renaissance.
- Erasmus Grasser (en), architecte et sculpteur allemand.
- Francesco Griffo, graveur de poinçons, créateur de caractères, fondeur de caractères et imprimeur italien.
- Jan Hasištejnský z Lobkovic (en), diplomate de Bohème.
- Lorenz Helmschmied (en), armurier allemand.
- Heinrich Isaac, compositeur germano-flamand actif dans le Saint Empire et en Italie.
- Jean I (en), comte de Rietberg.
- Stephen Jenyns (en), commerçant anglais.
- Konrad Kachelofen, typographe-imprimeur allemand.
- Jean Marot, écrivain français.
- Ali ibn Maymun (en), mystique soufi.
- Garci Rodríguez de Montalvo, écrivain espagnol.
- Paganino Paganini (en), peintre italien.
- Conrad Pflüger (en), architecte allemand.
- Jacob Rebuffi, jurisconsulte français.
- Guillaume Regnault, sculpteur français de l'école de Tours.
- Martin Schongauer, peintre et graveur allemand.
- Giovanni del Sega, peintre italien († 1527).
- Luca Signorelli, peintre italien de l'école florentine († 16 octobre 1523).
- Domenico da Tolmezzo, peintre italien († vers 1511).
- Vasco Gil Sodré (en), navigateur portugais.
- Zbigniew Tęczyński (en), noble polonais.
- Hermannus Torrentinus, grammairien néerlandais.
- James Tyrrell, chevalier anglais et fidèle du roi Richard III d'Angleterre.

## Crédit d'auteurs
- Cet article est partiellement ou en totalité issu de l'article intitulé « 1450 » (voir la liste des auteurs).